# Cơ quan Tình báo Trung ương Hàn Quốc
Cơ quan Tình báo Quốc gia (NIS; tiếng Hàn: 국가정보원, 국정원; Hanja: 國家情報院, 國情院; Romaja: Gukga Jeongbowon, Gukjeongwon; McCune–Reischauer: Kukka Chŏngbowŏn, Kukchŏngwŏn - Quốc gia Tình báo Viện, Quốc Tình Viện) là cơ quan tình báo cấp quốc gia của Hàn Quốc. Cơ quan này được chính thức thành lập vào năm 1961 với tên gọi ban đầu là Cơ quan Tình báo Trung ương Hàn Quốc (KCIA; tiếng Hàn: 중앙정보부; Hanja: 中央情報部; Romaja: Jungangjeongbobu; McCune–Reischauer: Chungangjŏngbobu), dưới thời cai trị của Hội đồng Tối cao Tái thiết Quốc gia của Tổng thống Park Chung-hee, thay thế cho nền Đệ nhị Đại Hàn Dân Quốc. Nhiệm vụ ban đầu của KCIA là giám sát và điều phối cả hoạt động tình báo quốc tế và trong nước cũng như các cuộc điều tra tội phạm của tất cả các cơ quan tình báo chính phủ, bao gồm cả quân đội. Quyền hạn rộng lớn của cơ quan này cho phép cơ quan này can thiệp tích cực vào chính trị. Các điệp viên trải qua nhiều năm đào tạo và kiểm tra trước khi chính thức được bổ nhiệm và nhận nhiệm vụ đầu tiên.
Cơ quan này đã lấy tên Cơ quan Kế hoạch An ninh Quốc gia (ANSP; tiếng Hàn: 국가안전기획부, 안기부; Hanja: 國家安全企劃部, 安企部) vào năm 1981, như một phần của một loạt các cải cách do Đệ ngũ Cộng hòa của Hàn Quốc dưới thời Tổng thống Chun Doo-hwan thiết lập. ANSP được gọi chung là 안기부 "Angibu" tại Hàn Quốc. Bên cạnh việc cố gắng có được thông tin tình báo về Cộng hòa Dân chủ Nhân dân Triều Tiên và đàn áp các nhà hoạt động nhân quyền cũng như những người Cộng Sản ở Hàn Quốc, ANSP, giống như người tiền nhiệm, đã tham gia rất nhiều vào các hoạt động bên ngoài phạm vi của mình, bao gồm cả các hoạt động chính trị trong nước và thậm chí còn quảng bá cho Thế vận hội Mùa hè 1988 ở Seoul.
Năm 1999, cơ quan này được đổi tên như hiện nay. Sự ra đời của chính phủ dân chủ trong nền Đệ lục Đại Hàn Dân Quốc đã khiến nhiều nhiệm vụ và quyền hạn của NIS bị hạn chế, như để đáp lại các chỉ trích trong quá khứ.
Bên cạnh việc cố gắng thu thập thông tin tình báo về Triều Tiên và đàn áp các nhà hoạt động Hàn Quốc, ANSP, giống như người tiền nhiệm của mình, đã tham gia rất nhiều vào các hoạt động bên ngoài phạm vi của mình, bao gồm chính trị trong nước và thúc đẩy Thế vận hội Mùa hè năm 1988. Trong suốt thời gian tồn tại, ANSP đã tham gia vào nhiều vụ vi phạm nhân quyền như tra tấn, cũng như can thiệp bầu cử.
Năm 1999, cơ quan này đã đổi tên thành tên hiện tại. Đệ lục Cộng hòa Hàn Quốc dân chủ và hiện đại hơn đã chứng kiến sự suy giảm đáng kể vai trò của NIS để ứng phó với những lời chỉ trích của công chúng về các vụ vi phạm trong quá khứ.

## Lịch sử

### Cơ quan Tình báo Trung ương Hàn Quốc

KCIA flag / Logo (until 1981)

Nguồn gốc của cơ quan này có thể bắt nguồn từ Quân đoàn Phản gián Hàn Quốc (KCIC), được thành lập trong Chiến tranh Triều Tiên. KCIA được thành lập vào ngày 13 tháng 6 năm 1961 bởi Kim Jong-pil, người đã thu hút phần lớn trong số 3.000 thành viên ban đầu của tổ chức từ KCIC. Kim Jong-pil, tốt nghiệp Học viện Quân sự Hàn Quốc và là cháu trai của Park Chung-hee, cũng được cho là người chủ mưu cuộc đảo chính năm 1961 đưa Park lên nắm quyền trước khi ông được bầu làm tổng thống Hàn Quốc.
Chính phủ của Tổng thống Park đã sử dụng rộng rãi cơ quan tình báo để đàn áp và phá vỡ các phong trào chống chính phủ hoặc ủng hộ Bắc Triều Tiên hoặc các phong trào ủng hộ cộng sản khác, bao gồm các cuộc biểu tình rộng rãi của sinh viên tại các trường đại học và các hoạt động của người Hàn Quốc ở nước ngoài. KCIA đã phát triển danh tiếng về việc can thiệp vào chính trị trong nước và các vấn đề quốc tế vượt quá thẩm quyền của mình. Điều lệ ban đầu của KCIA, Đạo luật về Bảo vệ Bí mật Quân sự, được thiết kế để giám sát việc phối hợp các hoạt động liên quan đến phản gián và an ninh quốc gia, nhưng phần lớn các hoạt động và ngân sách của cơ quan này được dành cho những việc không liên quan đến điều lệ ban đầu.
Năm 1968, các điệp viên KCIA đã bắt cóc 17 người Hàn Quốc sống ở Tây Đức. Họ bị đưa trở lại Seoul, nơi họ bị tra tấn và bị đưa ra xét xử với cáo buộc vi phạm Luật An ninh Quốc gia bằng cách tham gia vào các hoạt động ủng hộ miền Bắc. Các nạn nhân đã trở thành một sự kiện nổi tiếng khi vụ bắt cóc đã tạo ra một làn sóng chỉ trích quốc tế dữ dội khiến chính phủ Tây Đức gần như phải cắt đứt quan hệ ngoại giao với Hàn Quốc. Nó cũng đóng vai trò như một điềm báo khi vụ bắt cóc được công khai rộng rãi bởi một người bất đồng chính kiến, Kim Dae-jung - người sau này trở thành tổng thống Hàn Quốc và là người đầu tiên của đất nước này nhận giải Nobel Hòa bình vào năm 2000 - diễn ra vào năm 1973 ngoài khơi một thị trấn nghỉ mát của Nhật Bản.
Quyền lực gần như không giới hạn và hoàn toàn không bị kiểm soát của KCIA trong việc bắt giữ và giam giữ bất kỳ cá nhân nào với bất kỳ cáo buộc nào đã tạo ra một bầu không khí sợ hãi và đàn áp tột độ. Việc thường xuyên bắt giữ và tra tấn sinh viên, người bất đồng chính kiến, nhân vật đối lập, đảng viên cộng sản, phóng viên, hoặc bất kỳ ai bị coi là chỉ trích chính phủ là một biểu hiện của thời kỳ tổng thống Park và chính quyền sau đó. Khác với hiến chương ban đầu, vai trò giả định của KCIA như một bộ máy chính trị phi thường và thống trị đời sống chính trị của đất nước bắt đầu mang những hình thức thậm chí còn kỳ quặc hơn, chẳng hạn như tự do soạn thảo hiến pháp Hàn Quốc và hoạt động như một tổ chức gây quỹ chính trị cho đảng cầm quyền.
Ngoài vai trò tình báo và cảnh sát mật được cho là có thật, vốn được ủy quyền theo điều lệ ban đầu, KCIA còn mặc định trở thành tổng chưởng lý và tổng thanh tra của chính phủ Hàn Quốc thông qua một mạng lưới điệp viên trong và ngoài nước. Trong nước, KCIA tự biến mình thành cánh tay từ thiện của chính phủ bằng cách nhiệt tình ủng hộ nghệ thuật, thúc đẩy du lịch và truyền bá văn hóa dân tộc.
KCIA được biết đến là đã gây quỹ thông qua tống tiền và thao túng thị trường chứng khoán, sau đó được sử dụng để hối lộ và dụ dỗ các công ty, cá nhân và thậm chí cả chính phủ nước ngoài, như đã xảy ra trong vụ bê bối Koreagate ở Mỹ năm 1976. Các cuộc điều tra của Nghị sĩ Mỹ Donald M. Fraser phát hiện ra rằng KCIA đã chuyển tiền hối lộ và lợi ích thông qua doanh nhân người Hàn Quốc Tongsun Park nhằm giành được sự ủng hộ và ảnh hưởng ở Washington, D.C.; khoảng 115 Nghị sĩ Quốc hội có liên quan đến vụ việc này.

### Cơ quan Hoạch định An ninh Quốc gia
Năm 1979, giám đốc cơ quan này, Kim Jae-kyu, đã ám sát Tổng thống Park Chung Hee trong một bữa tiệc tối. Sau đó, KCIA bị thanh trừng, Kim Jae-kyu và năm người khác bị hành quyết, và tạm thời mất đi phần lớn quyền lực
Vị giám đốc mới, Chun Doo-hwan, đã tận dụng nhiệm kỳ từ tháng 4 đến tháng 7 năm 1980 để mở rộng quyền lực ra ngoài quân đội, và cơ quan này được đổi tên thành Cơ quan Hoạch định An ninh Quốc gia (ANSP) vào năm 1981, với quyền hạn được xác định lại trong các sắc lệnh và luật của tổng thống.
giống như tiền thân của nó, là một cơ quan cấp ngang Bộ chịu trách nhiệm trực tiếp trước tổng thống, và giám đốc của ANSP vẫn có quyền tiếp cận trực tiếp với tổng thống.
Tháng 3 năm 1981, ANSP được đổi tên thành cơ quan chính thu thập và xử lý tất cả thông tin tình báo. Yêu cầu tất cả các cơ quan khác có chức năng thu thập và phân tích thông tin tình báo trong điều lệ của họ phải phối hợp hoạt động với ANSP đã được tái khẳng định.
Luật được thông qua vào cuối năm 1981 đã xác định lại các chức năng theo luật định của ANSP, bao gồm việc thu thập, biên soạn và phân phối thông tin trong và ngoài nước liên quan đến an ninh công cộng chống lại những người cộng sản và âm mưu lật đổ chính phủ.
Việc duy trì an ninh công cộng liên quan đến các tài liệu, vật liệu, cơ sở và các khu vực được chỉ định là bí mật nhà nước là phạm vi của ANSP, cũng như việc điều tra các tội ác nổi loạn và xâm lược nước ngoài, và tiếp tay cho kẻ thù, tiết lộ bí mật quân sự và các tội ác được quy định trong Đạo luật Bảo vệ Bí mật Quân sự và Đạo luật An ninh Quốc gia. ANSP cũng đảm nhiệm việc điều tra các tội ác liên quan đến nhiệm vụ của nhân viên tình báo, giám sát việc thu thập thông tin, biên soạn và phân phối thông tin về các hoạt động của các cơ quan khác nhằm duy trì an ninh công cộng.
Đến năm 1983, ANSP đã phục hồi và một lần nữa trở thành tổ chức tình báo trong và ngoài nước hàng đầu.
Tuy nhiên, quyền lực trong nước của ANSP thực sự đã bị hạn chế dưới thời Đệ lục Cộng hòa. Trước khi có sự thay đổi này, ANSP được tự do tiếp cận tất cả các văn phòng và hồ sơ của chính phủ. ANSP, Bộ Tư lệnh An ninh Quốc phòng, Văn phòng Tổng Công tố, Cảnh sát Quốc gia Hàn Quốc và Bộ Tư pháp đã bố trí các đặc vụ của mình tại Quốc hội Hàn Quốc để thu thập thông tin về hoạt động của các chính trị gia.
Tuy nhiên, vào tháng 5 năm 1988, các đặc vụ ANSP công khai, cùng với các đặc vụ của các cơ quan tình báo khác, đã được rút khỏi tòa nhà Quốc hội.
Ngân sách của ANSP không được công khai, và dường như cũng không được cung cấp cho Quốc hội trong các phiên họp kín theo bất kỳ cách thức hữu ích nào. Vào tháng 7 năm 1989, dưới áp lực của các đảng đối lập và dư luận, ANSP đã bị Quốc hội thanh tra và kiểm toán lần đầu tiên sau mười tám năm, với việc ANSP loại bỏ các đặc vụ của mình khỏi các phòng của Tòa án Hình sự Seoul và Tòa án Tối cao.
Trong một động thái khác nhằm hạn chế khả năng ANSP tham gia vào "chính trị tình báo", Ủy ban Điều phối Thông tin ANSP đã bị giải tán do có tiền sử gây ảnh hưởng không chính đáng đến các cơ quan điều tra khác, chẳng hạn như Văn phòng Tổng Công tố. Ngoài ra, ANSP, đáp lại những chỉ trích rộng rãi về cáo buộc vi phạm nhân quyền, đã thành lập một văn phòng "giám sát" để giám sát các cuộc điều tra trong nước và ngăn chặn các đặc vụ lạm dụng quyền hạn trong khi thẩm vấn nghi phạm.
Tuy nhiên, ANSP vẫn can dự sâu sắc vào chính trị trong nước và chưa sẵn sàng từ bỏ hoàn toàn quyền lực. Ví dụ, vào tháng 4 năm 1990, đồng lãnh đạo Đảng Dân chủ Tự do (DLP) cầm quyền, Kim Young-sam, đã phàn nàn rằng ông và các thành viên trong phe của mình trong DLP đã phải chịu đựng "các hoạt động tình báo trong chính trị", bao gồm nghe lén, giám sát và điều tra tài chính.
Mặc dù các nhà hoạch định chính sách chủ chốt của đảng cầm quyền và đối lập đã đạt được thỏa thuận vào tháng 9 năm 1989 về việc tước bỏ quyền điều tra các hoạt động ủng hộ Triều Tiên của ANSP (một tội theo Đạo luật An ninh Quốc gia), ANSP vẫn tiếp tục thực thi khía cạnh này của luật thay vì chỉ giới hạn trong việc chống lại các nỗ lực lật đổ chính phủ trong và ngoài nước. ANSP tiếp tục bắt giữ các sinh viên cấp tiến và các nhà lãnh đạo bất đồng chính kiến để thẩm vấn mà không có lời giải thích.
Bên cạnh nhiệm vụ an ninh nội bộ gây tranh cãi, ANSP còn được biết đến với việc thu thập và phân tích thông tin tình báo nước ngoài, cũng như điều tra các tội danh liên quan đến hoạt động lật đổ bên ngoài và bí mật quân sự. Ủy ban Thống nhất Quốc gia và ANSP (và trước đó là KCIA) là những nguồn phân tích chính của chính phủ và định hướng chính sách cho chiến lược thống nhất của Hàn Quốc và các mối liên hệ với Triều Tiên. Việc theo đuổi các vụ án phản gián của cơ quan tình báo cũng được đánh giá cao.